# Матчи сборной Ленинграда по футболу (1929)
Сезон 1929 года стал 28-м в истории сборной Ленинграда по футболу.
В нём сборная провела
- 6 официальных матчей
  - 5 товарищеских междугородних
    - 1 в рамках матча городов

  - 1 товарищеский международный
- 16 неофициальных
  - в том числе 8 международных

## Классификация матчей
По установившейся в отечественной футбольной истории традиции официальными принимаются
- Все соревновательные матчи[К 4] официальных турниров — чемпионатов СССР, Российской империи и РСФСР — во времена, когда они проводились среди сборных городов (регионов, республик), и сборная Санкт-Петербурга (Ленинграда) была субъектом этих соревнований; к числу таковых относятся также матчи футбольных турниров на Спартакиадах народов СССР 1956 и 1979 года.
- Междугородние товарищеские игры сборной сильнейшего состава без формальных ограничений[К 5] с адекватным по статусу соперником. Матчи с клубами Санкт-Петербурга и других городов, со сборными не сильнейшего состава и т. п. составляют другую категорию матчей.
- Международные матчи с соперниками топ-уровня — в составах которых выступали футболисты, входившие в национальные сборные либо выступавшие в чемпионатах (лигах) высшего соревновательного уровня своих стран — как профессионалы, так и любители[К 6]. Практиковавшиеся (в основном, в 1920—1930-х годах) международные матчи с так называемыми «рабочими» и им подобными по уровню командами, состоявшими, как правило, из неконкурентноспособных игроков-любителей невысокого уровня, заканчивавшиеся обычно их разгромными поражениями, отнесены в отдельную категорию матчей.

## Статистика сезона
| 1929            |                                                   |      |
| МГ 51           | Ленинград — Тверь                                 | 6:0  |
| МГ 52           | Ленинград — Москва                                | 1:4  |
| Н (1)           | Ленинград — Москва (II)                           | 2:3  |
| МГ 53           | Ленинград — Тверь                                 | 5:3  |
| Н (2)           | Ленинград («металлисты») — Москва («металлисты»)  | 4:1  |
| Н (3)           | Ленинград («металлисты») — Харьков («металлисты») | 0:4  |
| Н (4)           | Ленинград (II) — «Пищевики» (Москва & Ленинград)  | 1:1  |
| МГ 54           | Ленинград — Одесса                                | 2:0  |
| Н (5)           | Ленинград (II) — Одесса                           | 3:2  |
| Н (6)           | Ленинград (ЛОСПС) — Иваново-Вознесенск (ОСПС)     | 7:2  |
| Н (7)           | Ленинград (ЛОСПС) — Иваново-Вознесенск            | 0:1  |
| МН 17           | Ленинград — Финляндия («рабочая»)                 | 1:1  |
| Н (8)           | Ленинград — Котка («рабочая»)                     | 13:0 |
| Н (9)           | Ленинград — Або («рабочая»)                       | 16:0 |
| Н (10)          | Ленинград — Пиетарсаари & Юкспила («рабочая»)     | 12:0 |
| Н (11)          | Ленинград — Вааса («рабочая»)                     | 6:0  |
| Н (12)          | Ленинград — Куопио («рабочая»)                    | 8:1  |
| Н (13)          | Ленинград — Хельсинки («рабочая»)                 | 3:1  |
| Н (14)          | Ленинград («молодежная») — Хельсинки («рабочая»)  | 3:1  |
| МГ 55           | Ленинград — Москва                                | 3:1  |
| Н (15)          | Ленинград (II) — Москва                           | 1:1  |
| Н (16)          | Ленинград — Нижняя Австрия («рабочая»)            | 8:1  |
| Итого           |                                                   |      |
| И В Н П М       |                                                   |      |
| 6 4 1 18−9      |                                                   |      |
| 16 11 2 3 87−19 |                                                   |      |

## Официальные матчи

### 82. Ленинград — Тверь — 6:0
Междугородний товарищеский матч 51 (отчет)

| Ленинград                                                             | 6:0 | Тверь |
| --------------------------------------------------------------------- | --- | ----- |
| - Кусков 32′ ~89′ - П.Григорьев ~40′ ~70′ - Г.Архангельский ~80′ ~81′ |     |       |

| Игрок                      | Клуб                |           | Вышел на замену | Гол  |
| -------------------------- | ------------------- | --------- | --------------- | ---- |
| Левицкий, Фёдор            | «Красный путиловец» |           | 6               | (-5) |
|                            |                     |           |                 |      |
| Топталов, Василий          | ЦДФК                |           | 2               |      |
| Ежов, Пётр                 | «Динамо»            |           | 32              |      |
|                            |                     |           |                 |      |
| Филиппов III, Пётр         | «Динамо»            |           | 34              | 2    |
| Батырев, Павел             | «Динамо»            |           | 43              | 11   |
| Петров, Андрей             | «Пищевкус»          |           | 4               |      |
|                            |                     |           |                 |      |
| Григорьев, Пётр            | ЦДФК                | Гол · Гол | 32              | 13   |
| Феоктистов, Александр      | «Красный путиловец» |           | 5               |      |
| Архангельский, Григорий    | «Красный путиловец» | Гол · Гол | 10              | 10   |
| Кусков, Владимир           | ЛОС                 | Гол · Гол | 23              | 14   |
| Зябликов (Смирнов), Герман | «Пищевкус»          |           | 1               |      |

| Тверь      |  |
| ---------- |  |
| Уткин      |  |
|            |  |
| Максимов   |  |
| Боярский   |  |
|            |  |
| Яковлев    |  |
| Ивасик     |  |
| Карасев    |  |
|            |  |
| Лейтин     |  |
| Арсеньев   |  |
| Баринов    |  |
| Калинников |  |
| Козлов     |  |

### 83. Ленинград — Москва — 1:4
Междугородний товарищеский матч 52 — матч городов (отчет)

| Ленинград             | 1:4 | Москва                                             |
| --------------------- | --- | -------------------------------------------------- |
| - Г.Архангельский 72′ |     | - 24′ В.Блинков - 31′ Н.Старостин - 75′ 80′ Павлов |

| Игрок                   | Клуб                |                                                                   | Вышел на замену | Гол   |
| ----------------------- | ------------------- | ----------------------------------------------------------------- | --------------- | ----- |
| Соколов, Николай        | «Динамо»            | Серебряный гол · Серебряный гол · Серебряный гол · Серебряный гол | 14              | (-22) |
|                         |                     |                                                                   |                 |       |
| Корнилов, Александр     | «Динамо»            |                                                                   | 15              |       |
| Ежов, Пётр              | «Динамо»            |                                                                   | 33              |       |
|                         |                     |                                                                   |                 |       |
| Филиппов III, Пётр      | «Динамо»            |                                                                   | 35              | 2     |
| Феоктистов, Александр   | «Красный путиловец» |                                                                   | 6               |       |
| Беляков, Сергей         | «Большевик»         |                                                                   | 2               |       |
|                         |                     |                                                                   |                 |       |
| Григорьев, Пётр         | ЦДФК                |                                                                   | 33              | 13    |
| Бутусов, Михаил         | «Пищевкус»          |                                                                   | 38              | 42    |
| Архангельский, Григорий | «Красный путиловец» | Гол                                                               | 11              | 11    |
| Шелагин, Борис          | «Динамо»            |                                                                   | 11              | 5     |
| Кусков, Владимир        | ЛОС                 |                                                                   | 24              | 14    |

| Москва        |           |
| ------------- | --------- |
| Леонов        |           |
|               |           |
| Ал. Старостин |           |
| К.Фомин       |           |
|               |           |
| С.Егоров      |           |
| Селин         |           |
| Никишин       |           |
|               |           |
| Н.Старостин   | Гол       |
| В.Блинков     | Гол       |
| Исаков        |           |
| Павлов        | Гол · Гол |
| Холин         |           |

|  |

### 84. Ленинград — Тверь — 5:3
Междугородний товарищеский матч 53 (отчет)

| Ленинград | 5:3 | Тверь |
| --------- | --- | ----- |
|           |     |       |

| Игрок                   | Клуб                |                                           | Вышел на замену | Гол   |
| ----------------------- | ------------------- | ----------------------------------------- | --------------- | ----- |
| Соколов, Николай        | «Динамо»            | Серебряный гол · Серебряный гол · Заменён | 15              | (-24) |
|                         |                     |                                           |                 |       |
| Корнилов Александр      | «Динамо»            |                                           | 16              |       |
| Ежов, Пётр              | «Динамо»            |                                           | 34              |       |
|                         |                     |                                           |                 |       |
| Филиппов III, Пётр      | «Динамо»            |                                           | 36              | 2     |
| Батырев, Павел          | «Динамо»            | 46'                                       | 44              | 11    |
| Беляков, Сергей         | «Большевик»         |                                           | 3               |       |
|                         |                     |                                           |                 |       |
| Григорьев, Пётр         | ЦДФК                |                                           | 34              | 13    |
| Бутусов, Михаил         | «Пищевкус»          |                                           | 39              | 42    |
| Архангельский, Григорий | «Красный путиловец» |                                           | 12              | 11    |
| Родионов, Сергей        | Пролетарский завод  |                                           | 1               |       |
| Кусков, Владимир        | ЛОС                 |                                           | 25              | 14    |
| Замена                  |                     |                                           |                 |       |
| Петроченко, В.          | «Победа коммунизма» | Вышел на замену · Серебряный гол          | 1               | (-1)  |
| Кусков, Пётр            | ЛОС                 | 46'                                       | 1               |       |

| Тверь |  |
| ----- |  |
| ?     |  |
|       |  |
| ?     |  |
| ?     |  |
|       |  |
| ?     |  |
| ?     |  |
| ?     |  |
|       |  |
| ?     |  |
| ?     |  |
| ?     |  |
| ?     |  |
| ?     |  |

### 85. Ленинград — Одесса — 2:0
Междугородний товарищеский матч 54 (отчет)

| Ленинград                     | 2:0 | Одесса |
| ----------------------------- | --- | ------ |
| - Мурашев 2′ - П.Григорьев 5′ |     |        |

| Игрок             | Клуб        |     | Вышел на замену | Гол   |
| ----------------- | ----------- | --- | --------------- | ----- |
| Соколов, Николай  | «Динамо»    |     | 16              | (-24) |
|                   |             |     |                 |       |
| Топталов, Василий | ЦДФК        |     | 3               |       |
| Юденич, Михаил    | «Пищевкус»  |     | 1               |       |
|                   |             |     |                 |       |
| Петров, Андрей    | «Пищевкус»  |     | 5               |       |
| Батырев, Павел    | «Динамо»    |     | 45              | 11    |
| Беляков, Сергей   | «Большевик» |     | 4               |       |
|                   |             |     |                 |       |
| Григорьев, Пётр   | ЦДФК        | Гол | 35              | 14    |
| Бутусов, Михаил   | «Пищевкус»  |     | 40              | 42    |
| Мурашев, Андрей   | «Большевик» | Гол | 4               | 5     |
| Шелагин, Борис    | «Динамо»    |     | 12              | 5     |
| Кусков, Владимир  | ЛОС         |     | 26              | 14    |

| Одесса         |  |
| -------------- |  |
| Клименко       |  |
|                |  |
| Кусинский      |  |
| Волин          |  |
|                |  |
| Кравченко      |  |
| Звенигородский |  |
| Афанасьев      |  |
|                |  |
| Р.Штрауб       |  |
| А.Штрауб       |  |
| Голинский      |  |
| Злочевский     |  |
| Михлин         |  |

|  |  |

### 86. Ленинград — Финляндия — 1:1
Международный товарищеский матч 17 (отчет)

| Ленинград             | 1:1 | Финляндия («рабочая») |
| --------------------- | --- | --------------------- |
| - Г.Архангельский 30′ |     | - ~40′ (пен.) Спети   |

| Игрок                   | Клуб                |                | Вышел на замену | Гол   |
| ----------------------- | ------------------- | -------------- | --------------- | ----- |
| Соколов, Николай        | «Динамо»            | Серебряный гол | 17              | (-25) |
|                         |                     |                |                 |       |
| Топталов, Василий       | ЦДФК                |                | 4               |       |
| Ежов, Пётр              | «Динамо»            |                | 35              |       |
|                         |                     |                |                 |       |
| Попов, Павел            | «Динамо»            |                | 1               |       |
| Батырев, Павел          | «Динамо»            |                | 46              | 11    |
| Беляков, Сергей         | «Большевик»         |                | 5               |       |
|                         |                     |                |                 |       |
| Григорьев, Пётр         | ЦДФК                |                | 36              | 14    |
| Бутусов, Михаил         | «Пищевкус»          |                | 41              | 42    |
| Архангельский, Григорий | «Красный путиловец» | Гол            | 13              | 12    |
| Шелагин, Борис          | «Динамо»            |                | 13              | 5     |
| Кусков, Владимир        | ЛОС                 |                | 27              | 14    |

| Финляндия |     |
| --------- | --- |
| Хальме    |     |
|           |     |
| В.Лехто   |     |
| Лескинен  |     |
|           |     |
| Практиг   |     |
| Форстен   |     |
| К.Лехто   |     |
|           |     |
| Терман    |     |
| Фри       |     |
| Песонен   |     |
| Спети     | Гол |
| Викстрем  |     |

|  |  |

### 87. Ленинград — Москва — 3:1
Междугородний товарищеский матч 55 (отчет)

| Ленинград                                  | 3:1 | Москва                                                          |
| ------------------------------------------ | --- | --------------------------------------------------------------- |
| - Пав.Попов 22′ (пен.) - М.Бутусов 34′ 75′ |     | - 36' (пен.) В.Блинков - 61′ Н.Старостин - 78' (пен.) М.Соколов |

| Игрок             | Клуб               |                | Вышел на замену | Гол   |
| ----------------- | ------------------ | -------------- | --------------- | ----- |
| Соколов, Николай  | «Динамо»           | Серебряный гол | 18              | (-26) |
|                   |                    |                |                 |       |
| Топталов, Василий | ЦДФК               |                | 5               |       |
| Юденич, Михаил    | «Пищевкус»         |                | 2               |       |
|                   |                    |                |                 |       |
| Попов, Павел      | «Динамо»           | Гол            | 2               | 1     |
| Батырев, Павел    | «Динамо»           |                | 47              | 11    |
| Беляков, Сергей   | «Большевик»        |                | 6               |       |
|                   |                    |                |                 |       |
| Григорьев, Пётр   | ЦДФК               |                | 37              | 14    |
| Ивин, Борис       | «Красный выборжец» |                | 1               |       |
| Бутусов, Михаил   | «Пищевкус»         | Гол · Гол      | 42              | 44    |
| Мурашев, Андрей   | «Большевик»        |                | 5               | 5     |
| Кусков, Владимир  | ЛОС                |                | 28              | 14    |

| Москва      |     |
| ----------- | --- |
| И.Филиппов  |     |
|             |     |
| Пчеликов    |     |
| М.Соколов   |     |
|             |     |
| С.Егоров    |     |
| Селин       |     |
| Никишин     |     |
|             |     |
| Н.Старостин | Гол |
| В.Блинков   |     |
| Леута       |     |
| Павлов      |     |
| С.Ильин     |     |

|  |  |  |  |

## Неофициальные матчи
1. Междугородний матч
| 24 июн Неоф (1) | Ленинград              | 2:3 | Москва (II)             | «Динамо», Москва                                |
| | - П.Григорьев - Кусков |     | - Вал.Прокофьев - Леута | Зрителей: 15 000 Судья: Е.Михельсон (Ленинград) |
| Ленинград: ... П.Григорьев, Кусков ... Москва: И.Филиппов - Пчеликов, Пётр Попов - А.Столяров, А.Коротков, Майоров - Бочков, Леута, Б.Ковалёв, Гуров, Вал.Прокофьев |                        |     |                         |                                                 |

2.-3. Матч трёх городов (профсоюз металлистов)
2. Междугородний матч
| 29 июн Неоф (2)                    | Ленинград («металлисты») | 4:1 | Москва («металлисты») | Ленинград |
| Ленинград: ... Г.Архангельский ... |                          |     |                       |           |

3. Междугородний матч
| 30 июн Неоф (3) | Ленинград («металлисты») | 0:4 | Харьков («металлисты») | Ленинград |

4. Междугородний матч
| 7 июля Неоф (4) | Ленинград (II)      | 1:1 | «Пищевики» (сборная) | Стадион ЛОСПС, Ленинград |
| | - (1:1)′ Феоктистов |     | - В.Андреев (0:1)′   |                          |
| Ленинград: Петроченко - Д.Штукин, В.Топталов - Пав.Попов, Феоктистов, Сидоренко - Смирнов, Ивин, Дежонков, Язев, П.Казаринов «Пищевики» (сборная): И.Филиппов - Ал.Старостин, Юденич - Литвейко, Ан.Старостин, Гуськов - Н.Старостин, П.Артемьев, Исаков, В.Андреев, А.Зябликов |                     |     |                      |                          |

5. Междугородний матч
| 11 июл Неоф (4) | Ленинград (II)    | 3:2 | Одесса | Ленинград |
|                 | - Ивин - Дежонков |     |        |           |

6.-7. Тур в Иваново-Вознесенск
6. Междугородный матч
| 13 июл Неоф (5) | Ленинград (ЛОСПС) | 7:2 | Иваново-Вознесенск («профсоюзы») | Иваново-Вознесенск |

7. Междугородный матч
| 14 июл Неоф (6) | Ленинград (ЛОСПС) | 0:1 | Иваново-Вознесенск | Иваново-Вознесенск |
|                 |                   |     | - П.Строков (авт.) |                    |

8.-13. Тур в Финляндию
8. Международный матч
| 21 июл Неоф (7) | Ленинград | 13:0 | Котка («рабочая») | Котка          |
| |           |      |                   | Зрителей: 3000 |
| («рабочая»): Лайне - Миккола, Инкеройнен - В.Лехто, Куннари, О.Лехто - Оутинен, Е.Хиронен, А.Хиронен, К.Хиронен, Риетола |           |      |                   |                |

9. Международный матч
| 23 июл Неоф (8) | Ленинград                                                 | 16:0 | Або («рабочая») | «Ласкетт», Або                  |
|                 | - Г.Архангельский - (авт.) - М.Бутусов - Б.Шелагин - Ежов |      |                 | Зрителей: 2000 Судья: П.Батырев |

10. Международный матч
| 25 июл Неоф (9) | Ленинград                     | 12:0 | Пиетарсаари & Юкспила XI («рабочая») | Пиетарсаари    |
|                 | - М.Бутусов - Г.Архангельский |      |                                      | Зрителей: 1500 |

11. Международный матч
| 26 июл Неоф (10) | Ленинград                                             | 6:0 | Вааса («рабочая») | Вааса          |
| | - М.Бутусов 19′ 30′ 31′ 55′ 87′ - Г.Архангельский 21′ |     |                   | Зрителей: 2000 |
| Ленинград: Н.Соколов - Ежов ... П.Григорьев, М.Бутусов, Г.Архангельский, Кусков («рабочая»): Рутиокоски - Эвели, Сиппола ... |                                                       |     |                   |                |

12. Международный матч
| 28 июл Неоф (11)          | Ленинград | 8:1 | Куопио («рабочая») | Куопио           |
|                           |           |     |                    | Судья: П.Батырев |
| Ленинград: Г.Иванов - ... |           |     |                    |                  |

13. Международный матч
| 31 июл Неоф (12) | Ленинград                                            | 3:1 | Хельсинки («рабочая»)                                   | «Тёёлё», Хельсинки              |
| | - М.Бутусов 3′ - Г.Архангельский 20′ - Б.Шелагин 56′ |     | - 15' (пен.) Оксанен - 54′ Тайпале - 58' (пен.) Хагблом | Зрителей: 3000 Судья: П.Батырев |
| Ленинград: Н.Соколов - Ежов, Юденич - Пав.Попов, Феоктистов, Беляков - П.Григорьев, М.Бутусов, Г.Архангельский, Б.Шелагин, Кусков («рабочая»): Хальме - Оксанен, Рантанен - Практиг, ... - Тайпале, Хедберг, Кекконен, Хагблом, ... |                                                      |     |                                                         |                                 |

14. Международный матч
| 11 авг Неоф (13) | Ленинград («молодёжная»)  | 3:1 | Хельсинки («рабочая») | Стадион им.Ленина, Ленинград |
|                  | - Мурашев - Ивин - Кусков |     |                       |                              |

15. Междугородний матч
| 16 сен Неоф (14) | Ленинград (II) | 1:1 | Москва    | Стадион им.Ленина, Ленинград |
|                  | - Д.Родионов   |     | - С.Ильин |                              |

16. Международный матч
| 5 окт Неоф (15) | Ленинград                                                                               | 8:1 | Нижняя Австрия («рабочая») | Стадион им.Ленина, Ленинград |
| | - Ивин ~5′ ~20′ - М.Бутусов 35′ 37′ ~85′ - Кусков 46′ - 55′ (авт.) - Батырев 77′ (пен.) |     | - ~45′ (пен.)              | Зрителей: 20 000             |
| Ленинград: Н.Соколов - В.Топталов, Ежов - Пав.Попов, Батырев, Беляков - П.Григорьев, Ивин, М.Бутусов, Мурашев, Кусков |                                                                                         |     |                            |                              |

## Комментарии
1. ↑  К.Есенин указывал для сборной Москвы только междугородние и международные матчи[1]
2. ↑  В реестре матчей сборной Санкт-Петербурга (Петрограда, Ленинграда), опубликованном группой ленинградских историков и статистиков под редакцией Н.Киселёва[2] учтены только междугородние матчи со сборными городов и республик
3. ↑  Г.Калянов предложил разделение матчей на официальные и товарищеские (для сборной Москвы)[3]
4. ↑  в том числе недоигранные и аннулированные, а также сыгранные с неформатными сборными и клубами — все матчи, объявленные как матчи официальных турниров
5. ↑  Матчи второй, третьей и т. д. (дублёров), а также ведомственных (например, сборной профсоюзов) сборных считаются неформатными. Тем не менее, междугородние матчи и «русской», и «английской» сборных Санкт-Петербурга и Москвы начала века, согласно установившейся традиции, учитываются историками[4][5][1] в их реестрах
6. ↑  Тем не менее, несколько международных матчей 1910-х годов с командами, формально не соответствующими строго данному критерию, но в игровом плане нередко подавляюще превосходившими сборные Санкт-Петербурга и Москвы, учтены[6][7] в их реестрах
7. ↑  Сильнейший (финны называли его «спартакиадным») состав сборной команды организации финских рабочих клубов TUL (Työväen Urheiluliiton jalkapallojoukkue[фин.]). За проведение матча с советскими футболистами все игроки команды и арбитр были исключены из TUL (повторный матч через две недели ленинградцы играли уже с резервистами), после чего они перешли в клубы «буржуазного» чемпионата и стали выступать за национальную сборную. Целый ряд игроков этого состава весьма значим в финском футболе тех лет — Рейно Фри[фин.], Эрнст Грёнлунд[фин.] (37 матчей за национальную сборную), Вильо Хальме[фин.] (30 матчей), Лаури Синикари-Практиг[фин.] (5) и другие.
8. ↑  Согласно финскому источнику, Г.Архангельский забил "несколько голов", а М.Бутусов забил голов "намного больше всех".